# Diastasi dei retti
La diastasi dei retti o diastasi addominale è una separazione tra i due muscoli retti dell’addome conseguente ad un assottigliamento ed allargamento della linea alba. I valori normali di ampiezza della linea alba variano a seconda della classificazione che viene utilizzata: quella più usata, la classificazione di Beer, definisce come valori normali di ampiezza della linea alba 15 mm o meno a livello del processo xifoideo dello sterno, 22 mm o meno 3 cm sopra l’ombelico e 16 mm o meno 2 cm sotto l’ombelico.

## Descrizione
La linea alba è uno stretto e spesso cordone fibroso che connette i due muscoli retti dell’addome sulla linea media del corpo. È costituita da fibre collagene che provengono dalla guaina dei muscoli retti. Tali fibre sono organizzate tridimensionalmente in tre gruppi: obliquo I, con fibre dirette dall’alto e la destra verso il basso e la sinistra; obliquo II, con fibre orientate dall’alto e la sinistra verso il basso e la destra; e fibre con direzione trasversale. Tali fibre sono organizzate in una struttura tridimensionale costituite da tre strati In direzione ventro-dorsale: la lamina fibrae oblicuae, composta da 4 a 6 foglietti con fibre di tipo obliquo I ed obliquo II; la lamina fibrae transversae, costituita da 4 a 6 foglietti con fibre trasversali; e la lamina fibrae irregularium, più sottile (1 o 2 foglietti), incostante, con fibre ad orientamento irregolare. Inoltre, la linea alba si divide strutturalmente, in direzione cranio-caudale, in 14 microaree di differente spessore. Le microaree si riuniscono formando 4 macroaree: sopraombelicale, ombelicale, infraombelicale (fino alla linea arcuata) ed infraarcuata. Queste 4 zone differiscono sia in spessore che in ampiezza. La larghezza della linea alba aumenta dallo xifoide all’ombelico e diminuisce dall’ombelico al pube. Lo spessore è minimo dallo xifoide all’ombelico, per poi aumentare e restare più o meno constante dall’ombelico al pube. Ciò si riflette nella diastasi, più ampia a livello sopraombelicale, e nella comparsa di ernie della linea media, che si localizzano tutte a livello sovraombelicale.
La diastasi dei retti può essere congenita o acquisita: nel primo caso è associata a difetti di maturazione della parete addominale, come nella “sindrome prune belly” ed è più frequente nei neonati prematuri.
La diastasi acquisita è invece estremamente frequente nelle donne dopo il parto. La condizione è pressoché costante durante la gravidanza, ed è funzionale all’aumento di volume della cavità addominale necessario ad accogliere l’utero gravidico; tuttavia, in circa un terzo delle donne dopo il parto i muscoli retti non riconquisteranno la loro posizione originale: queste donne, ad un anno dal parto, presenteranno una diastasi dei retti che non migliorerà e lamenteranno, in oltre il 50% dei casi, problemi uroginecologici e di stabilità lombo-pelvica. I sintomi più spesso presentati dalle pazienti con diastasi dei retti comprendono lombalgia, gonfiore addominale, incontinenza urinaria, stipsi, difficoltà digestive; un’ernia ombelicale accompagna la diastasi dei retti in oltre il 96% dei casi. L’ampiezza della diastasi è correlata alla gravità della sintomatologia.
La diastasi dei retti si presenta come una sorta di “cresta” o “pinna” estesa sulla linea media dell’addome dal processo xifoideo dello sterno all’ombelico, evidente soprattutto durante la contrazione intensa dei muscoli addominali. La diagnosi è, nella maggioranza dei casi, clinica: solo in alcuni casi, ad esempio nei pazienti obesi o quando si desideri studiare la componente muscolo-aponeurotica della parete addominale in vista di un intervento chirurgico, è utile ricorrere a tecniche di visualizzazione come l’ecografia o la tomografia assiale computerizzata (TAC).
Non esistono evidenze che la diastasi dei retti possa essere curata con esercizi fisici o pratiche fisioterapiche. Il trattamento della diastasi addominale è chirurgico, e non ha finalità estetiche ma funzionali: uno studio multicentrico sulla REPA (riparazione endoscopica pre-aponeurotica) ha dimostrato che circa l’80% dei pazienti con lombalgia e l’89,8% di quelli con incontinenza urinaria vedono passare o migliorare significativamente i loro disturbi dopo l'intervento chirurgico.
Le tecniche chirurgiche per il trattamento della diastasi dei retti possono essere classificate come a cielo aperto o minimamente invasive. La principale tecnica a cielo aperto è l’addominoplastica, che associando alla riparazione della diastasi la dermolipectomia, ossia l’asportazione di un eventuale grembiule adiposo, ha, oltre che finalità funzionali, anche uno scopo estetico. Tuttavia l’addominoplastica è gravata da complicanze serie in una non trascurabile percentuale di casi (recidive della diastasi fino al 40% dei casi, necrosi dei lembi cutanei, neuralgie croniche) tanto da essere raccomandata, per il trattamento della diastasi, solo nei pazienti con grembiule adiposo.
Diverse sono le tecniche chirurgiche minimamente invasive oggi disponibili per il trattamento della diastasi dei retti. Tra di esse le principali sono la riparazione endoscopica pre-aponeurotica, o REPA, ideata dal chirurgo argentino Derlin Juares Muas nel 2014, la tecnica THT, la tecnica “Venetian blinds” , le tecniche robotiche o r-Tapp.